# Szlovénia autópályái
Ez a szócikk Szlovénia autópályáit és főbb autóútjait sorolja fel. 
A szlovén autópályák látják el Szlovénia közúti forgalmának nagy részét. Két részre oszthatóak, autópályákra (szlovénül: avtocesta (AC)) és gyorsforgalmi utakra (szlovénül: hitra cesta (HC)). Az autópályákat zöld alapon fehér feliratú táblák jelzik, minimum kétszer két sávosak, megengedett legnagyobb sebesség rajtuk 130 km/h. A gyorsforgalmú utakat kék alapon fehér feliratú táblák jelzik, általában kétszer két sávosak, de nem rendelkeznek leállósávval, megengedett legnagyobb sebesség rajtuk 100 km/h.

## Története
Az első autópálya-szakasz 1972-ben nyílt meg A1 néven Vrhnika és Postojna között. Az akkori reformista kommunista vezetés egy modern autópálya-hálózatot tervezett, elsősorban Olaszország és Ausztria felé. A '70-es évek közepére azonban a fejlesztések megtorpantak, az autópálya-építés megállt.
1994-ben az újonnan függetlenné vált ország autópálya-fejlesztési programot indított (NPIA), mely nagyrészt a régi kommunista terveken alapult. Azóta 528 km épült meg, minőségivé téve a közúti közlekedés minőségét az országban, ezzel is segítve a kapcsolatot Kelet- és Nyugat-Európa között.
A szlovén autópályák tulajdonosa és kezelője a Szlovén Köztársaság Autópálya Társasága (Družba za avtoceste v Republiki Sloveniji, DARS), melyet 1994-ben alapítottak. 2011. januárjában a DARS 533,3 km autópályát, 73,3 km gyorsforgalmi utat, 161 km összekötő utat és 27 km pihenőhelyi utat kezelt.
2008. június 1-jétől személygépkocsiknak és motorkerékpároknak matricás rendszert vezettek be, mely mellett a teherforgalom számára továbbra is fennmaradt a régi fizetőkapus rendszer is. Az első évben kisebb felzúdulást keltett, hogy csak fél- vagy egyéves matrica volt kapható. A következő éven ezen változtattak, személygépkocsiknak 7 napos, egy hónapos és éves matricák, motorkerékpárokhoz 7 napos, féléves és éves matrica vásárolható.

## Gyorsforgalmi utak

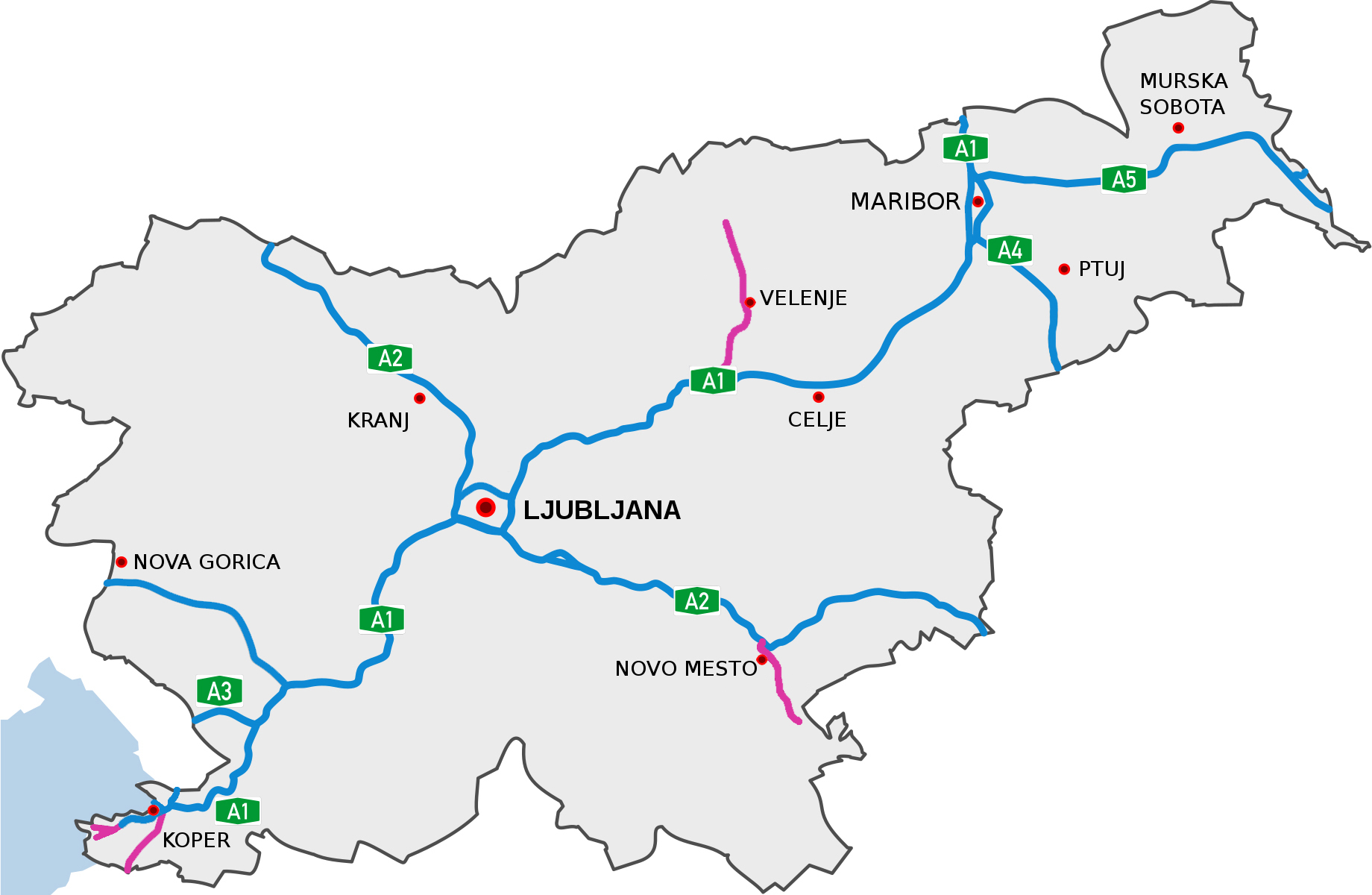
Szlovénia gyorsforgalmi útjai
Jelmagyarázat:

### Autópályák
| Neve | Érintett települések, nagyobb kereszteződések, megjegyzés                                                                                           | Teljes hossz | Használatban | Használatban | Épül | Térkép |
| Neve | Érintett települések, nagyobb kereszteződések, megjegyzés                                                                                           | Teljes hossz | km           | %            | Épül | Térkép |
| ---- | --- | ------------ | ------------ | ------------ | ---- | ------ |
| A1   | Ausztria / Šentilj – Maribor – Celje – Ljubljana – Postojna – Koper (Srmin, H5)                                                                     | 245,3 km     | 245,3 km     | 100 %        | −    |        |
| A2   | Ausztria / Karavankák-alagút – Jesenice – Kranj – Ljubljana (Kozarje, A1) – Ljubljana (Malence, A1) – Novo mesto – Brežice – Obrežje / Horvátország | 175,5 km     | 175,5 km     | 100 %        | −    |        |
| A3   | Divača (Gabrk, A1) – Sežana – Fernetiči / Olaszország                                                                                               | 12,3 km      | 12,3 km      | 100 %        | −    |        |
| A4   | Maribor (Slivnica, A1) – Hajdina – Gruškovje / Horvátország                                                                                         | 34,6 km      | 34,6 km      | 100 %        | −    |        |
| A5   | Maribor (Dragučova, A1) – Muraszombat – Lendva – Pince / Magyarország                                                                               | 79,6 km      | 79,6 km      | 100 %        | −    |        |

### Autóutak
| Neve | Érintett települések, nagyobb kereszteződések, megjegyzés              | Teljes hossz | Használatban | Használatban | Épül | Térkép |
| Neve | Érintett települések, nagyobb kereszteződések, megjegyzés              | Teljes hossz | km           | %            | Épül | Térkép |
| ---- | ---------------------------------------------------------------------- | ------------ | ------------ | ------------ | ---- | ------ |
| H3   | Ljubljana északi elkerülő út (Zadobrova, A1 – Koseze, A2)              | 10,2 km      | 10,2 km      | 100 %        | −    |        |
| H4   | Razdrto (Nanos, A1) – Ajdovščina – Nova Gorica – Vrtojba / Olaszország | 42,1 km      | 42,1 km      | 100 %        | −    |        |
| H5   | Olaszország / Plavje – Koper – (Srmin, A1) – Dragonja / Horvátország   | 15,1 km      | 7,8 km       | 51,7 %       | −    |        |
| H6   | Koper (Škocjan, H5) – Izola – Lucija                                   | 13,6 km      | 5,2 km       | 38,2 %       | −    |        |
| H7   | Lendva (Hosszúfalu, A5) / Magyarország                                 | 3,5 km       | 3,5 km       | 100 %        | −    |        |

## Díjfizetés
2020-ban Szlovéniában matricás rendszer alapján kell fizetni. Az autópálya matrica árán felül külön díjat kell fizetni azoknak, akik az Ausztria és Szlovénia határán lévő Karavankák alagúton szeretnének áthajtani. Az alagúton való áthaladás extra díja a 3,5 tonnát meg nem haladó járművek esetén: 8,2 euró.
2A kategória (személygépjármű)
| Matrica | Ár         | Érvényességi idő                                                |
| ------- | ---------- | --------------------------------------------------------------- |
| Éves    | 117,5 euró | Érvényes az adott év december 1-től a következő év január 31-ig |
| Havi    | 32 euró    | Érvényes a vásárlástól számított 30. nap végéig                 |
| Heti    | 16 euró    | Érvényes a vásárlástól számított 7. nap végéig                  |